# Hvidbog
En hvidbog, også kaldet white paper, er en rapport eller vejledning, der kortfattet informerer læserne om et komplekst emne og præsenterer det udstedende organs filosofi vedrørende sagen. Den er beregnet til at hjælpe læserne med at forstå et problem, løse et problem eller træffe en beslutning.
Siden 1990'erne har hvidbøger spredt sig i erhvervslivet og er i dag inden for business-to-business (B2B) tættere på en markedsføringspræsentation, der er en form for indhold, der har til formål at overtale kunder og partnere og promovere et bestemt produkt eller synspunkt. Det gør B2B-hvidbøger til en form for grå litteratur.
Udtrykket opstod i 1920'erne til at beskrive en slags positionspapir eller industrirapport udgivet af en afdeling af den britiske regering.[kilde mangler]

## I regeringen
Udtrykket hvidbog stammer fra den britiske regering, med Churchill White Paper fra 1922 som et tidligt eksempel. I den britiske regering er en hvidbog normalt den mindre omfattende version af den såkaldte blå bog. Begge udtryk er afledt af farven på dokumentets omslag.
Hvidbøger er et "redskab for deltagelsesdemokrati... ikke [en] uforanderlig politisk forpligtelse,"  og "hvidbøger har forsøgt at udføre den dobbelte rolle at præsentere faste regeringspolitikker og samtidig invitere til meninger om dem."
I Canada er en hvidbog "et politisk dokument, godkendt af Kabinettet, fremlagt i Underhuset og gjort tilgængeligt for offentligheden", og det fremgår, at "tilvejebringelsen af politisk information gennem brug af hvide og grønne bøger kan bidrage til at skabe en bevidsthed om politiske spørgsmål blandt parlamentarikere og offentligheden og til at tilskynde til udveksling af information og analyser. De kan også tjene som pædagogiske teknikker."
Hvidbøger er en måde, hvorpå regeringer kan præsentere politiske præferencer, før den indfører lovgivning. Udgivelse af en hvidbog afprøver dermed den offentlige opinion vedrørende kontroversielle politiske spørgsmål og hjælper regeringen med at estimere dens sandsynlige virkning.
Derimod er grønbøger, som udsendes meget hyppigere, mere åbne. Grønbøger, også kendt som høringsdokumenter, kan blot foreslå en strategi, der skal implementeres i detaljerne i anden lovgivning, eller de kan fremsætte forslag, som regeringen ønsker at indhente offentlighedens synspunkter og meninger om.[kilde mangler]
Eksempler på statslige hvidbøger omfatter, i Australien, White Paper on Full Employment in Australia og, i Storbritannien, hvidbogen af 1939 og 1966 Defence White Paper. I israelsk historie huskes den britiske hvidbog af 1939, der markerede en skarp drejning imod zionisme i britisk politik og på det tidspunkt blev mødt med stor vrede af det jødiske Yishuv-samfund i Mandatområdet i Palæstina, som "hvidbogen" (på hebraisk Ha'Sefer Ha'Lavan הספר הלבן – bogstaveligt talt "den hvide bog").

## I business-to-business-markedsføring
Siden begyndelsen af 1990'erne er begreberne white paper eller whitepaper blevet anvendt om dokumenter, der bruges som markedsførings- eller salgsværktøjer i erhvervslivet. Disse hvidbøger er indhold i lang form designet til at promovere produkter eller tjenester fra en bestemt virksomhed. Som et markedsføringsværktøj bruger disse dokumenter udvalgte fakta og logiske argumenter til at opbygge en sag, der er gunstig for den virksomhed, der sponsorerer dokumentet.
B2B-hvidbøger bruges ofte til at generere potentielle kunder (såkaldte leads), etablere "tankelederskab" (fra engelsk thought leadership), beskrive en business case, udvide virksomhedens mailinglister eller publikum, øge salget eller informere og overtale læserne. Publikum for en B2B-hvidbog kan omfatte potentielle kunder, kanalpartnere, journalister, analytikere, investorer eller andre interessenter.
White papers anses for at være en form for content marketing eller inbound marketing; med andre ord sponsoreret indhold, tilgængeligt på internettet med eller uden registrering, der har til formål at øge sponsorens synlighed i søgemaskineresultater og opbygge internettrafik. Mange B2B-hvidbøger hævder, at én bestemt teknologi, produkt, ideologi, eller metodologi er alle andre overlegen i forhold til at løse et specifikt forretningsproblem. De kan også præsentere forskningsresultater, liste et sæt spørgsmål eller gode råd om et bestemt forretningsproblem eller fremhæve et bestemt produkt eller en bestemt tjeneste fra en leverandør.
Der er i det væsentlige tre hovedtyper af kommercielle hvidbøger:
- Backgrounder: Beskriver de tekniske eller forretningsmæssige fordele ved en bestemt leverandørs tilbud; enten et produkt, en tjeneste eller en metode. Denne type hvidbog er bedst brugt til at supplere en produktlancering, argumentere for en business case eller understøtte en teknisk evaluering nederst i salgstragten eller slutningen af kunderejsen . Dette er den mindst udfordrende type at producere, da meget af indholdet er let tilgængeligt internt hos sponsoren.
- Nummereret liste: Præsenterer et sæt gode råd, spørgsmål eller pointer om et bestemt forretningsproblem. Denne type er bedst brugt til at få opmærksomhed med nye eller provokerende synspunkter, eller kritisere eller ligefrem skade konkurrenterne. Listen, også kaldet en listicle, er den hurtigste type at oprette; en nummereret liste kan ofte udtænkes fra en enkelt brainstormsession, og hvert punkt kan præsenteres som et isoleret punkt, ikke en del af et trin-for-trin logisk argument.
- Problem/løsning: Anbefaler en ny, forbedret løsning på et nagende forretningsproblem. Denne type bruges bedst til at generere potentielle kunder øverst i salgstragten eller starten på kunderejsen, opbygge opmærksomhed hos kunden eller informere og overtale interessenter ved at opbygge tillid og troværdighed hos modtageren.[13] Dette er den mest udfordrende type at producere, da det kræver forskning indsamlet fra tredjepartskilder og brugt som bevispunkter i opbygningen af et logisk argument.

Selvom en nummereret liste kan kombineres med en af de andre typer, er det ikke muligt at kombinere en backgrounder med et problem/løsnings-white paper. Mens en backgrounder ser indad på detaljerne i et bestemt produkt eller en tjeneste, ser en problem/løsning udad på et branchedækkende problem. Dette er lidt som forskellen mellem at se gennem et mikroskop og at se gennem et teleskop.[kilde mangler]

## Varianter
Der findes flere variationer over farvetemaet:
- En grønbog er et forslag eller et høringsdokument snarere end at være autoritativt eller endeligt.
- En rødbog, der i forbindelse med den britiske finansministers budget, som redegør for højdepunkterne og begrundelsen bag regeringens foreslåede skatte- og udgiftspolitikker i en hvidbog kaldet The Financial Statement and Budget Report (FSBR), udgives som et ledsagende dokument og indeholder de detaljerede økonomiske omkostninger for politikkerne, estimater af indtægter og prognoser for den offentlige sektors låntagning.[14]

To andre er meget mindre veletablerede:
- En blå bog angiver tekniske specifikationer for en teknologi eller udstyr.[15][behøver bedre kilde]
- Et yellow paper er et dokument, der indeholder forskning, der endnu ikke er blevet formelt accepteret eller offentliggjort i et akademisk tidsskrift. Det er synonymt med det mere udbredte udtryk preprint.[kilde mangler]